# Martin van Geel
Pour les articles homonymes, voir van Geel.
Martin van Geel, né le 27 novembre 1960 à Goirle (Pays-Bas), est un ancien footballeur néerlandais, qui évoluait au poste de milieu de terrain.
Aujourd'hui reconverti en directeur technique. Il occupe le poste de directeur sportif au Feyenoord Rotterdam depuis 2011 en succession de Leo Beenhakker.

## Biographie
Martin van Geel évolue avec les clubs du Willem II Tilburg, de l'Ajax Amsterdam, du Roda JC, et du Feyenoord Rotterdam.
Il dispute un total de 403 matchs en Eredivisie, inscrivant 127 buts. Il inscrit 17 buts en championnat avec le Roda JC lors de la saison 1985-1986, ce qui constitue sa meilleure performance.
Il inscrit deux triplés en championnat : le premier le 11 février 1990 avec Feyenoord, contre le SBV Haarlem, et le second avec Willem II le 22 décembre 1990, face au RKC Waalwijk.
Il joue également trois matchs en Coupe d'Europe des clubs champions avec l'Ajax Amsterdam, et deux matchs en Coupe de l'UEFA avec le Feyenoord Rotterdam. En Coupe de l'UEFA, il inscrit un but contre le VfB Stuttgart le 26 septembre 1989.

## Palmarès
- Champion des Pays-Bas en 1980 avec l'Ajax Amsterdam